# Friedrich Albrecht Anton Meyer
Friedrich Albrecht Anton Meyer, auch Friedrich Albrecht Anton Meier, (* 29. Juni 1768 in Hamburg; † 29. November 1795 in Göttingen) war ein deutscher Mediziner, Schriftsteller und  Zoologe.

## Leben
Meyer studierte zunächst Jura und danach Medizin in Göttingen, erhielt dort 1790 seinen Magister in Philosophie und wurde dort 1790 in Medizin promoviert (De cortice angusturae). Danach hielt er Vorlesungen über Medizin und Zoologie in Göttingen und wurde 1792 Kustos am Zoologischen Museum der Universität. Außerdem war er Privatdozent an der Universität und in Göttingen einer der Gründer der „Societas physica privata Gottingensis“ und deren Archivar. Obwohl er mit nur 27 Jahren starb, veröffentlichte er viele zoologische Abhandlungen.
Meyer  veröffentlichte 1795 eine Klassifikation der Reptilien und er veröffentlichte in Zeitschriften über Entomologie, Zoologie und Mineralogie.
Er beschrieb erstmals den Port-Jackson-Stierkopfhai.
Neben zoologischen Arbeiten veröffentlichte er auch Dramen und Romane. Friedrich Ludwig Wilhelm Meyer war sein älterer Bruder.

## Ehrungen
Die Pflanzengattung Meyeria DC. aus der Familie der Korbblütler (Asteraceae) ist benannt nach Carl Anton von Meyer, Johann Carl Friedrich Meyer, Friedrich Albrecht Anton Meyer, Georg Friedrich Wilhelm Meyer und Ernst Heinrich Friedrich Meyer.

## Schriften
- Dramen, kleine Romane und prosaische Rhapsodien : Ein Beytrag zu den Unterhaltungen für die Lesewelt. Dyk, Leipzig 1790.
- Ueber einige Spinnen der Göttingischen Gegend. Dieterich, Göttingen 1790.
- Tentamen monographiae generis Meloes. Vandenhoeck und Ruprecht, 1793.
- Ueber die Selbstbeobachtung beym Studium der Naturgeschichte. Dieterich, Göttingen 1794.
- Synopsis reptilium, novam ipsorum sistens generum methodum, nec non Gottingensium huius ordinis animalium enumerationem. Vandenhoeck und Ruprecht, Göttingen 1795 (Umfang 45 Seiten; Biodiversity Heritage Library).
- Versuch einer vollständigen Naturgeschichte der Hausthiere im Grundrisse. Dieterich, Göttingen 1792.
- Versuch über das vierfüßige Säugthier Re’em der Heiligen Schrift: Ein Beytrag zur Naturgeschichte des Einhorns. Dyk, Leipzig 1796.
- Gemeinnützliche Naturgeschichte der giftigen Insekten. Rottmann, Berlin 1792.

Daneben veröffentlichte er Übersetzungen, unter anderem:
- Henry Smeathman / Heinrich Smeathmann: Sendschreiben über die Termiten. Göttingen 1789.
- Philibert Chabert:  Abhandlungen von den Wurmkrankheiten mit Anmerkungen und Zusätzen. Göttingen 1789.
- Alexander Monro I.: Versuch einer Abhandlung über vergleichende Anatomie. Göttingen 1790.
- Gilbert White: White’s Beiträge zur Naturgeschichte von England. Rottmann, Berlin 1792.
- Systematisch-summarische Uebersicht der neuesten zoologischen Entdeckungen in Neuholland und Afrika nebst zwey anderen zoologischen Abhandlungen. Dyk, Leipzig 1793 (Biodiversity Heritage Library; Beschreibung der Tiere in Australien (Neuholland) durch den Gouverneur Arthur Phillip und den Arzt John White, und von James Bruce (1730–1794) zu Afrika).

Er gab auch die Neuauflagen der Naturgeschichte für Kinder des Göttinger Lehrers Georg Christian Raff nach dessen Tod heraus (9. Auflage, Enßlin, Stuttgart 1820). und eine Neuausgabe von Carl Peter Thunberg Characteres generum insectorum, variis cum adnotationibus (Göttingen 1791).
Meyer war Herausgeber von Zoologischen Zeitschriften: dem Magazin für Thiergeschichte (2 Bände Göttingen 1790, 1794), den Zoologischen Annalen, Weimar 1794 (für 1793) und dem Zoologisches Archiv (Leipzig 1795).